# Jan Kříž

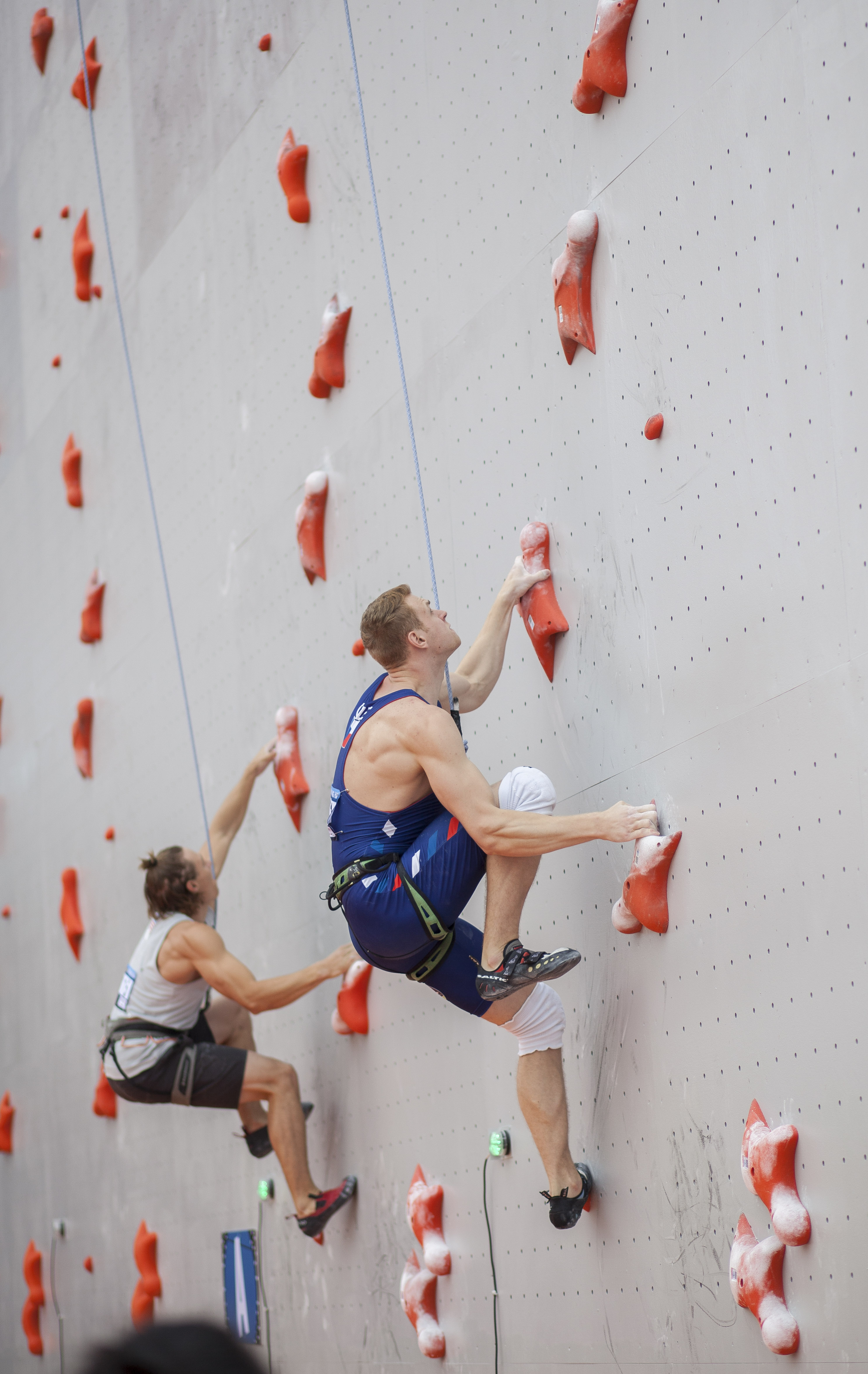
Szanghaj 2016. Jan Kříž - duel na ścianie

Jan Kříž (ur. 11 lutego 1996 w Brnie) – czeski wspinacz sportowy, youtuber zawodów sportowych. Specjalizuje się we wspinaczce na czas.

## Kariera sportowa
Vice mistrz świata we wspinaczce na czas z 2019, w finale przegrał z Włochem Ludovico Fossalinim.
W 2018 w Bratysławie wywalczył tytuł akademickiego mistrza świata w konkurencji na czas.

## Osiągnięcia

### Mistrzostwa świata
| Konkurencje       | 2016 | 2018 | 2019 |
| Wsp. na czas      | 16   | 8    | 2    |
| Wspinaczka łączna | —    | —    | 22   |

### Akademickie mistrzostwa świata
| Konkurencje  | 2016 | 2018 |
| Wsp. na czas | 4    | 1    |